# Пивневщина
Пивневщина (укр. Півнівщина) — село,
Хриповский сельский совет,
Городнянский район,
Черниговская область,
Украина.
Код КОАТУУ — 7421489602. Население по переписи 2001 года составляло 326 человек .

## Географическое положение
Село Пивневщина находится на правом берегу реки Смяч в месте впадения в неё реки Чибриж,
выше по течению реки Чибриж на расстоянии в 1,5 км расположено село Хриповка.
Вдоль реки Смяч проведено несколько ирригационных каналов.